# Caxitepec (Atlixtac)
Caxitepec es una localidad del estado mexicano de Guerrero. Es parte del municipio de Atlixtac.

## Toponimia
El nombre «Caxitepec» proviene de los términos en náhuatl: caxitl, vasija; tepec, cerro. Su significado es «Cerro de las vasijas».

## Demografía
| Gráfica de evolución demográfica |
|                                  |

| Censo | Población |
| ----- | --------- |
| 1930  | 141       |
| 1940  | 152       |
| 1950  | 240       |
| 1960  | 337       |
| 1970  | 473       |
| 1980  | 497       |
| 1990  | 652       |
| 2000  | 1 105     |
| 2010  | 1 125     |
| 2020  | 1 216     |